# Барцио
Ба̀рцио (на италиански: Barzio, на западноломбардски: Bars, Барс) е село и община в Северна Италия, провинция Леко, регион Ломбардия. Разположено е на 769 m надморска височина. Населението на общината е 1322 души (към 2016 г.).